# Intarzie (pletenina)
Intarzie je způsob vzorování zátažných pletenin. Jsou to většinou geometricky vzorované plochy viditelné na obou stranách pleteniny.
K pletení jsou nutné nejméně dva vodiče nití, každý z nich tvoří v jednom řádku vlastní skupinu oček z rozdílných (většinou barevných) přízí. Aby si vodiče navzájem nepřekážely, odklání se s pomocí zvláštního zařízení (intarziový vodič). Při změně barvy se nitě obou skupin vzájemně proplétají, z pleteniny nevyčnívají žádné smyčky z nepoužitých nití (na rozdíl od systému žakárového vzorování). 
Vzorování se dá zhotovit na plochých nebo na okrouhlých pletacích strojích. Moderní stroje jsou často specializované na výrobu intarziových pletenin, na kterých se intarzie zhotovují v jednolícní nebo obourubní vazbě.